# Гоцис, Адам
Адам Гоцис (англ. Adam Gotsis, 23 сентября 1992, Мельбурн, Австралия) — профессиональный футболист, выступающий на позиции ди-энда в клубе НФЛ «Джэксонвилл Джагуарс».

## Биография
Адам Гоцис родился 23 сентября 1992 года в Мельбурне в семье греческого происхождения. Учился в школе Кью. В течение восьми лет он играл в австралийский футбол, затем начал заниматься американским. В 2011 году Гоцис в составе сборной Австралии принимал участие в чемпионате мира. В январе 2012 года он объявил о том, что продолжит обучение и карьеру в Политехническом университете Джоржии.

### Любительская карьера
Выступления в турнире NCAA Гоцис начал в 2012 году. В своём дебютном сезоне он принял участие в двенадцати матчах команды, отметившись пятью захватами. Со второго года он стал стартовым ноуз-тэклом Джорджии Тек и сыграл во всех тринадцати матчах сезона. По его итогам Адам стал вторым в команде по количеству сделанных сэков и захватов с потерей ярдов.
В 2014 году он принял участие в четырнадцати играх, выходя на поле на различных позициях в линии защиты. По итогам турнира Гоцис был включён во вторую сборную звёзд конференции ACC по версиям журналистов и тренеров. В своём заключительном сезоне Адам провёл девять матчей, не доиграв чемпионат из-за травмы.

#### Статистика выступлений в NCAA
| Сезон | Команда                     | Игры | Захваты | Захваты | Захваты | Захваты | Захваты | Перехваты | Перехваты | Перехваты | Перехваты | Перехваты | Фамблы | Фамблы | Фамблы | Фамблы |
| Сезон | Команда                     | Игры | Solo    | Ast     | Tot     | Loss    | Sk      | Int       | Yds       | Y/R       | TD        | PD        | FR     | Yds    | TD     | FF     |
| ----- | --------------------------- | ---- | ------- | ------- | ------- | ------- | ------- | --------- | --------- | --------- | --------- | --------- | ------ | ------ | ------ | ------ |
| 2012  | Джорджия Тек Йеллоу Джэкетс | 12   | 3       | 2       | 5       | 1,5     | 1,0     | 0         | 0         | 0,0       | 0         | 1         | 0      | 0      | 0      | 0      |
| 2013  | Джорджия Тек Йеллоу Джэкетс | 13   | 24      | 14      | 38      | 14,5    | 5,5     | 1         | 2         | 2,0       | 0         | 1         | 0      | 0      | 0      | 0      |
| 2014  | Джорджия Тек Йеллоу Джэкетс | 14   | 23      | 13      | 36      | 6,5     | 3,0     | 1         | 0         | 0,0       | 0         | 3         | 0      | 0      | 0      | 0      |
| 2015  | Джорджия Тек Йеллоу Джэкетс | 9    | 20      | 11      | 31      | 5,0     | 3,0     | 0         | 0         | 0,0       | 0         | 0         | 2      | 1      | 1      | 0      |
| Всего | Всего                       | 48   | 70      | 40      | 110     | 27,5    | 12,5    | 2         | 2         | 1,0       | 0         | 5         | 2      | 1      | 1      | 0      |

### Профессиональная карьера
Перед драфтом НФЛ 2016 года издание Bleacher Report в качестве сильных сторон Гоциса называло его опыт игры в стартовом составе; способность действовать против двойных блоков; подвижность, позволяющую ему атаковать квотербека или успешно действовать на открытом пространстве; навыки игры как против паса, так и против выноса. Главным недостатком называлось отсутствие у игрока взрывной скорости из-за чего он не мог эффективно играть как пас-рашер. Кроме того, обеспокоенность вызывали возможные последствия травмы колена, которую Адам перенёс в 2015 году.

#### Денвер Бронкос
На драфте Гоцис был выбран «Денвером» во втором раунде под общим 63 номером. В мае он подписал с клубом контракт. В своём дебютном сезоне Адам принял участие в шестнадцати играх регулярного чемпионата, сделав четырнадцать захватов. Главной проблемой для него стала нехватка мышечной массы, не позволявшая вести борьбу с более габаритными линейными нападения. Тренер линейных защиты «Бронкос» Билл Коллар также отметил, что значительная часть сезона у Гоциса ушла на восстановление после разрыва связок колена. В 2017 году он играл более заметную роль в команде, заняв место одного из ди-эндов в схеме 3—4 и проведя на поле 56 % снэпов в защите. По оценкам сайта Pro Football Focus он занял восьмое место среди ди-эндов в игре против выноса, а общая оценка Адама за сезон составила 77,1 против 48,4 в 2016 году.
В марте 2018 года Гоцис был арестован в Атланте по обвинению в изнасиловании, которое якобы произошло во время его учёбы в Политехническом институте Джорджии в 2013 году. Он был отпущен под залог в размере 50 тысяч долларов. В августе окружной прокурор Пол Хоуард заявил, что никаких обвинений игроку предъявлено не будет. В игровом плане Адам продолжил прогрессировать. В регулярном чемпионате 2018 года он сыграл в стартовом составе команды в двенадцати матчах, оставаясь одним из ключевых игроков «Бронкос» в защите против выноса. Также он сделал три сэка, показав лучший в карьере результат. По итогам сезона Гоцис был включён в десятку лучших игроков команды по оценкам Pro Football Focus. В 2019 году он сыграл за команду в девяти матчах регулярного чемпионата. В декабре Адам получил разрыв крестообразной связки колена на той же ноге, что и в 2015 году. После окончания сезона его контракт истёк и Гоцис получил статус свободного агента.

#### Джэксонвилл Джагуарс
В августе 2020 года Гоцис подписал однолетний контракт с клубом «Джэксонвилл Джагуарс». В составе команды он заменил лайнбекера Леренти Маккрея, отказавшегося от участия в чемпионате из-за пандемии COVID-19. В регулярном чемпионате он сыграл во всех шестнадцати матчах команды, сделав 35 захватов. Главный тренер «Джагуарс» Даг Марроун задействовал Адама против паса и выноса примерно в равном соотношении, высоко оценив его вклад в игру команды и универсализм. После окончания сезона Гоцис получил статус свободного агента.

#### Статистика выступлений в НФЛ

##### Регулярный чемпионат
| Сезон | Команда              | Игры | Захваты | Захваты | Захваты | Захваты | Захваты | Перехваты | Перехваты | Перехваты | Перехваты | Перехваты | Фамблы | Фамблы | Фамблы | Фамблы |
| Сезон | Команда              | Игры | Solo    | Ast     | Tot     | Loss    | Sk      | Int       | Yds       | Y/R       | TD        | PD        | FR     | Yds    | TD     | FF     |
| ----- | -------------------- | ---- | ------- | ------- | ------- | ------- | ------- | --------- | --------- | --------- | --------- | --------- | ------ | ------ | ------ | ------ |
| 2016  | Денвер Бронкос       | 16   | 5       | 9       | 14      | 0       | 0,0     | 0         | 0         | 0,0       | 0         | 1         | 1      | 0      | 0      | 0      |
| 2017  | Денвер Бронкос       | 16   | 28      | 13      | 41      | 4       | 2,0     | 0         | 0         | 0,0       | 0         | 4         | 1      | 0      | 0      | 0      |
| 2018  | Денвер Бронкос       | 16   | 25      | 13      | 38      | 4       | 3,0     | 0         | 0         | 0,0       | 0         | 6         | 1      | 0      | 0      | 2      |
| 2019  | Денвер Бронкос       | 9    | 11      | 5       | 16      | 1       | 0,0     | 0         | 0         | 0,0       | 0         | 2         | 0      | 0      | 0      | 0      |
| 2020  | Джэксонвилл Джагуарс | 16   | 18      | 19      | 37      | 4       | 0,0     | 0         | 0         | 0,0       | 0         | 3         | 0      | 0      | 0      | 1      |
| Всего | Всего                | 73   | 87      | 59      | 146     | 13      | 5,2     | 0         | 0         | 0,0       | 0         | 16        | 3      | 0      | 0      | 3      |